# PattiSue Plumer
Patricia Susan „PattiSue” Plumer, później Levere (ur. 27 kwietnia 1962 w Covinie) – amerykańska lekkoatletka specjalizująca się w biegach średnio i długodystansowych, dwukrotna uczestniczka letnich igrzysk olimpijskich (Seul 1988, Barcelona 1992). 

## Sukcesy sportowe
- dwukrotna mistrzyni Stanów Zjednoczonych w biegu na 3000 metrów – 1989, 1992[1]
- dwukrotna mistrzyni Stanów Zjednoczonych w biegu na 5000 metrów – 1990, 1991
- mistrzyni National Collegiate Athletic Association w biegu na 5000 metrów – 1984[2]

| Rok  | Miasto    | Zawody                   | Konkurencja                   | Wynik                     |
| ---- | --------- | ------------------------ | ----------------------------- | ------------------------- |
| 1985 | Paryż     | Światowe igrzyska halowe | bieg na 3000 m                | brązowy medal             |
| 1988 | Seul      | Igrzyska olimpijskie     | bieg na 3000 m                | 13. miejsce               |
| 1990 | Seattle   | Igrzyska Dobrej Woli     | bieg na 3000 m bieg na 1500 m | złoty medal brązowy medal |
| 1992 | Barcelona | Igrzyska olimpijskie     | bieg na 3000 m bieg na 1500 m | 5. miejsce 10. miejsce    |

## Rekordy życiowe
- bieg na 800 metrów – 2:06,94 – Stanford 17/05/1997
- bieg na 1500 metrów – 4:03,42 – Barcelona 08/08/1992
- bieg na 1500 metrów (hala) – 4:11,31 – Monachium 04/09/1990
- bieg na milę – 4:24,90 – Oslo 06/07/1991
- bieg na 3000 metrów – 8:40,98 – Nowy Orlean 22/06/1992
- bieg na 3000 metrów (hala) – 8:41,45 – Princeton 23/02/1990
- bieg na 5000 metrów – 15:00,00 – Sztokholm 03/07/1989